# Sceriffo Hoyt
Charles "Charlie" Hewitt Jr. (alias Sceriffo Hoyt) è lo zio/fratello di Leatherface e il principale antagonista del remake del 2003 Non aprite quella porta e del suo prequel del 2006. In entrambi i film è stato interpretato dall'attore americano R. Lee Ermey. L'attore vinse il Golden Globe per la sua interpretazione.

## Biografia
Charlie Jr. Hewitt è un reduce della Guerra di Corea dove fu un prigioniero di guerra. Pur di sopravvivere fu costretto a cibarsi dei cadaveri dei suoi compagni. Questo lo rese un uomo sadico, spietato, crudele, violento, aggressivo e torturatore, appassionato dalla carne umana anche nella società civile. Spronò sempre Thomas (il futuro Faccia di Cuoio) alla violenza e sembra essere il leader del clan di cannibali. Nel 1969, anno in cui è ambientato il prequel, uccise con una fucilata lo sceriffo locale Winston Hoyt per salvare Tommy dall'arresto, poiché questi aveva ucciso il suo datore di lavoro al mattatoio, una volta scoperto che lo stabilimento stava chiudendo. In seguito Charlie prende le sembianze e il nome dello sceriffo ucciso per attirare le vittime.
Ha un carattere bullesco e non cerca neanche di nascondere il proprio odio per le altre persone, inoltre viene fatto sottintendere che sia un necrofilo, attratto sessualmente dai cadaveri di sesso femminile. Non prova alcun interesse per le altre persone, oltre alla sua famiglia, infatti dice a Thomas che "la carne è carne e le ossa sono ossa".
Verrà fatto anche notare che possiede dei denti finti al posto dei quattro superiori, nel prequel verrà spiegato che Dean Hill, una delle vittime, lo picchiò contro il pavimento fino a fargli rompere i denti ma poi il giovane fu ucciso da Tommy. Il suo ruolo nella famiglia non è ben chiaro, ma si può intuire che sia lo zio, o il fratello, dell'uomo con la motosega.
La sua morte avverrà nel 1973, investito più volte dalla sua stessa vettura, con a bordo Erin, l'unica sopravvissuta alla mattanza.
Nel remake del 2003, quando Charlie chiede a Morgan dove insieme ai suoi amici si stessero recando, il ragazzo rispose che si recavano a Dallas per un concerto dei Lynyrd Skynyrd detto questo, lo sceriffo confessa di essere un fan della suddetta band, molto di moda in quel periodo.

## Vittime
1. Sceriffo Winston Hoyt - Un colpo di fucile
2. Alex - Un colpo di fucile

## Fumetti
Nella serie a fumetti, che spiega cosa sia successo dopo il 1973, mostra anche il passato di Hoyt: dall'infanzia, alla Guerra di Corea, al suo ritorno nella società civile.